# Jacques Benoit-Gonnin

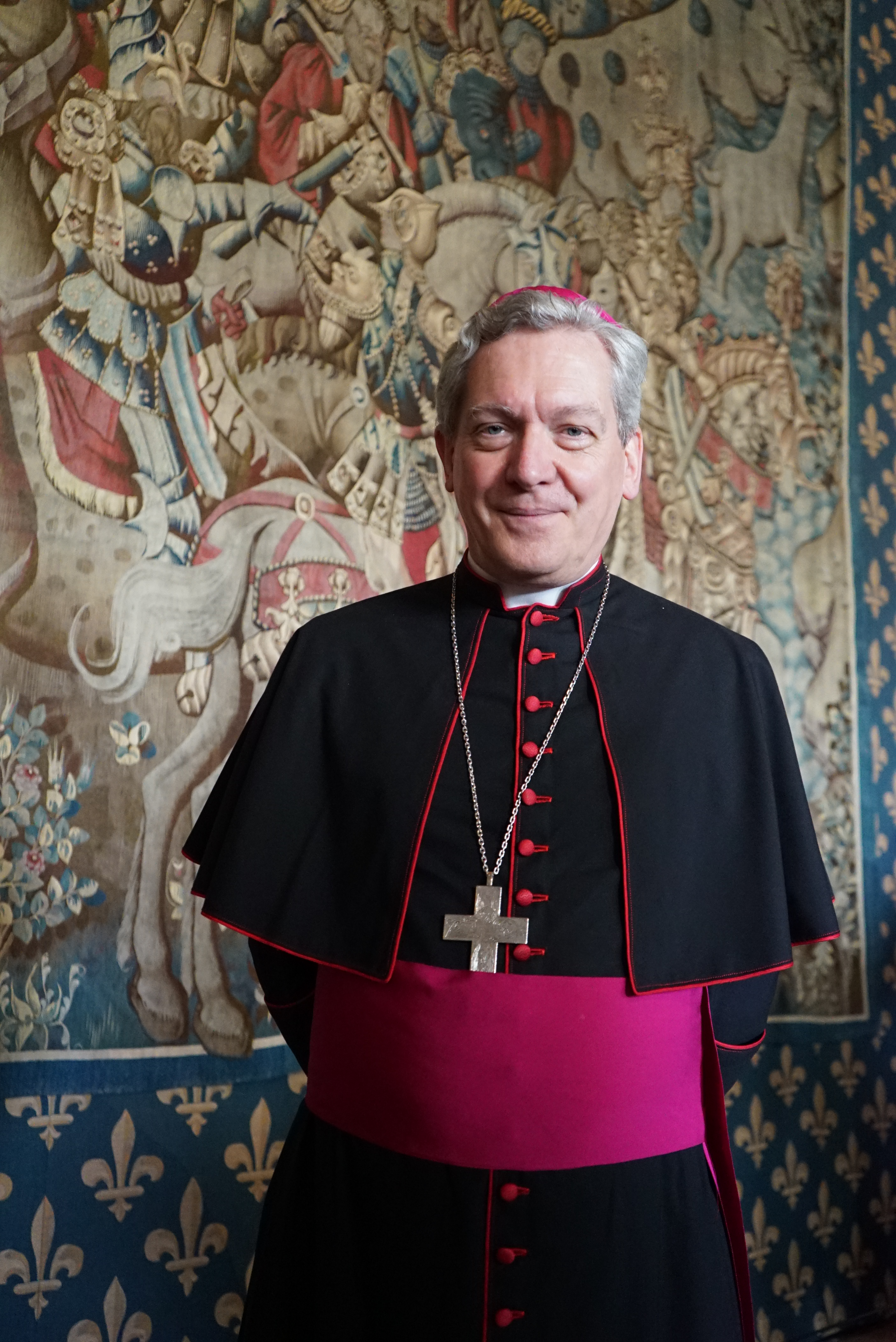
2016

Wappen

Jacques Benoit-Gonnin (* 24. Juni 1952 in Thoiry, Frankreich) ist Bischof von Beauvais.

## Leben
Nach einem Jura- und Verwaltungsstudium erwarb Jacques Benoit-Gonnin das Bakkalaureat und ein Lizentiat in Katholischer Theologie sowie ein Lizentiat und die Promotion in Kirchenrecht. 1985 wurde er als Mitglied der Gemeinschaft Emmanuel für das Erzbistum Paris zum Priester geweiht. Nach einigen Jahren als Schulseelsorger wurde er 1989 Vikar in der Pfarrei Saint Trinité. In dieser Zeit begleitete er auch die Seminaristen der Gemeinschaft Emmanuel. 1991 ernannte ihn Erzbischof Lustiger zum Direktor des Maison Saint-Augustin, in dem sich junge Männer auf das Theologiestudium vorbereiten und ihre Berufung unterscheiden können. 1995 wurde er verantwortlich für die Priester und Seminaristen der Gemeinschaft Emmanuel. Seit 2002 war er Pfarrer an der Saint Trinité.
Am 18. März 2010 wurde er als Nachfolger von Jean-Paul James durch Papst Benedikt XVI. zum Bischof von Beauvais ernannt. Der Pariser Erzbischof André Kardinal Vingt-Trois spendete ihm am 2. Mai 2010 in der Kathedrale von Beauvais die Bischofsweihe; Mitkonsekratoren waren der Erzbischof von Reims, Thierry Jordan, und der Bischof von Nantes, Jean-Paul James.